# Perlaki-Prasser Lajos
Perlaki/Perlaky-Prasser Lajos István Mária (Budapest, 1895. március 14. – Budapest, 1959. július 14.) magyar pap, hitoktató, író, plébános.

## Életpályája
Prasser Erzsébet törvénytelen fiaként született. 1917. szeptember 23-án pappá szentelték. Ezután Budapesten hitoktató volt. 1924-ben Endrefalván káplán volt. 1927-ben a budapesti Szent István Kórházban volt káplán. 1929-ben Sárisápon, 1930-ban Balassagyarmaton, 1931-ben Hugyagon és Nyergesújfaluban volt káplán. 1932–1948 között ismét hitoktató volt a fővárosban. Prasser családi nevét 1955-ben változtatta Perlakira.
Sírja a Farkasréti temetőben volt, de felszámolták.

## Művei
- Egy élet imái (imakönyv; Budapest, 1942)